# Вовчок пісковий
Вовчок пісковий (Orobanche arenaria) — вид рослин з родини вовчкових (Orobanchaceae), поширений у північно-західній Африці, Європі крім півночі, західній частині Азії.

## Опис
Дворічна або багаторічна рослина 15–50 см заввишки. Вся рослина залозисто-волосиста. Стебло потовщене біля основи, міцне, просте, білясте або синювате, з численними лусочками, часто понад 2 см завдовжки. Квітки 25–35 мм, майже прямовисні, у щільному багатоквітковому циліндричному колосі. Чашечка з ланцето-гострими часточками, завдовжки з трубку. Віночок великий, 25–30 мм завдовжки, аметистово-синього кольору, косо стоїть, значно розширений до відгину; листочки округло-тупі. Пиляки волохато-шерстяні.

## Поширення
Поширений в Алжирі, Марокко, Європі крім півночі, в Азії на схід до Казахстану й західного Ірану.
В Україні вид зростає на пісках, у степах, на схилах, серед чагарників — на Поліссі (рідко на Правобережжі), в Лісостепу і Степу; в Криму тільки в степовій частині; паразитує на кортах полину.